# Войцех Капінос
Войцех Капінос (близько 1545 — близько 1610) — архітектор. Працював у Львові. Відомий також як Альберт Муратор (Albertus Murator).

## Біографія
Народився у Львові, у родині італійського будівничого Фелікса Трубача, який заклав фундамент Вежі Корнякта. Вперше його згадують у міських актах у 1582. Прийнятий до цеху будівничих за рекомендацією Генріха Горста. 1585 року прийняв у Львові «міське право» (отримав громадянство). При цьому поручителями виступали Генріх Горст і Станіслав Мазай. До 1610 року значився серед майстрів цеху будівничих. Його син Войцех Капінос молодший (на прізвисько Зичливий) став архітектором і скульптором. Видав доньку Єлизавету заміж за архітектора Павла Римлянина, другу доньку — за архітектора Амвросія Прихильного. Помер у Львові.
Польський історик Владислав Лозинський вважав, що Капінос і Прихильний були будівничими доволі посереднього рівня. Їхню участь у спорудженні ключових ренесансних споруд Павла Римлянина пояснював скоріше родинними зв'язками.
Роботи
- 1597 року за умовою з Львівським братством разом із Павлом Римлянином будував Успенську церкву. Роком пізніше Римлянин з невідомих причин усунувся від справи. Керівництво будовою обійняв Капінос спільно з Амвросієм Прихильним.[3]
- 1595 року спільно з Римлянином перебудовував кам'яницю Корнякта на площі Ринок (розібрана у 1750-х, нині на її місці дім № 29). Разом з Андреасом Бемером на замовлення магістрату побудував фонтан напроти Ратуші (існував до кінця XVIII ст).
- 1602 року розпочав будівництво вежі Єзуїтської фіртки (пізніше продовжено Амвросієм Прихильним)[4].